# Myotis sibiricus
Myotis sibiricus — вид рукокрилих ссавців з родини лиликових.
Вперше для науки цей вид описав відомий український зоолог академік Микола Кащенко (1855—1935) у 1905 році.

## Таксономічна примітка
Таксон відділено від M. brandtii; включає gracilis. 

## Поширення
Країни проживання: Росія, Монголія, Китай, Північна Корея, Південна Корея, Японія.

## Спосіб життя
Вид широко розповсюджений у рівнинних і гірських лісах і лісостепу. Влітку живе в дуплах дерев, будівлях, печерах. Зимує в печерах поблизу літнього місця існування. Самка народжує 1, рідше 2 дитинчат. Документально підтверджено, що він живе до 41 року і має довжину передпліччя 4.1 см.